# Madara (álbum)
Madara (斑蠡～MADARA～) é o quinto EP da banda de rock visual kei the GazettE, lançado em 30 de março de 2004 pela PS Company. A primeira edição do álbum foi limitada e acresentava a faixa bônus "Sumire". Em 25 de maio de 2005 foi lançado em DVD com um videoclipe para cada faixa, incluindo "Sumire". Foi remasterizado e relançado em 3 de maio de 2006 e mais uma vez em 1 de janeiro de 2010.
Um evento com a banda para os compradores do álbum aconteceu em 6 cidades do Japão em abril. Promovendo o álbum, a turnê nacional Heisei Banka ocorreu neste mesmo mês.

## Recepção
Alcançou a segunda posição na parada de álbuns independentes da Oricon e a 38ª na principal, permanecendo por duas semanas nela.
O portal Jame World foi positivo em sua crítica ao mini álbum, chamando-o de uma excelente obra do visual kei: "chamar este EP de quintessência do visual kei pós-2000 não estaria muito longe da verdade".

## Faixas
| N.º            | Título                                                  | Duração |  |
| 1.             | "Mad Marble Hell Vision"                                | 3:24    |  |
| 2.             | "Kawareta Haru, Kawarenu Haru" (飼育れた春、変われぬ春) | 4:19    |  |
| 3.             | "Ruder"                                                 | 3:15    |  |
| 4.             | "No.[666]"                                              | 3:23    |  |
| 5.             | "Sumire" (菫, apenas primeira edição)                   | 4:19    |  |
| 6.             | "Anata no Tame no Kono Inochi." (貴女ノ為ノ此ノ命。)    | 5:34    |  |
| Duração total: | Duração total:                                          | 24:15   |  |

## Ficha técnica
- Ruki – vocais
- Uruha – guitarra solo
- Aoi – guitarra rítmica
- Reita – baixo
- Kai – bateria